# Эгейский университет (Турция)
Эгейский университет (тур. Ege Üniversitesi) — государственный исследовательский университет в Измире, Турция. Он был основан в 1955 году с факультетами медицины и сельского хозяйства. Это первый университет, который начал курсы в Измире, и четвёртый старейший университет в Турции.
Эгейский университет в Борнова, район Измира, третьего по величине города Турции.

## История
К 1982 году Эгейский университет был одним из крупнейших университетов Турции с 19 факультетами, 9 младшими школами типа колледжа и 8 институтами. В том же году часть университета была выделена в новый университет Dokuz Eylül University (Университет Докуз Эйлюл). После разделения в Эгейском университете было 7 факультетов, 3 младших колледжа и около 9000 студентов. В настоящее время он состоит из 15 факультетов, 6 младших колледжей, 10 профессионально-технических училищ, 9 институтов и 36 исследовательских центров.

## Академические подразделения

### Факультеты
- Факультет литературы
- Педагогический факультет
- Факультет коммуникаций
- Факультет экономики и управления
- Факультет естественных наук
- Инженерный факультет
- Факультет рыбного хозяйства
- Факультет сельского хозяйства
- Факультет искусства, дизайна и архитектуры
- Факультет спортивных наук
- Факультет медицинских наук
- Стоматологический факультет
- Фармацевтический факультет
- Медицинский факультет
- Факультет сестринского дела
- Юридический факультет

### Институты
- Высшая школа естественных и прикладных наук
- Институт солнечной энергии
- Институт наркологии, токсикологии и фармацевтических наук
- Институт ядерных наук
- Институт медицинских наук
- Институт социальных наук
- Институт исследований тюркского мира
- Международный компьютерный институт

## Кампус
Кампус Борнова Эгейского университета расположен на площади 370 га. Кампус охватывает широкий спектр объектов, включая культурные, спортивные и социальные услуги. Автостоянка, дорожные и дорожные знаки и направления доступны повсюду. Междугородная, национальная и международная связь из кампуса возможна благодаря телефонным линиям и компьютерной сети.
Поскольку кампус находится на пересечении Анкары, Стамбула и Измира, междугороднее сообщение очень быстрое. Кроме того, междугородний транспорт, обеспечиваемый муниципальными автобусами и метро, позволяет студентам добраться до кампуса из любой части города. Главное управление студенческих кредитов и общежитий управляет общежитиями, в которых могут разместиться 6000 студентов на территории кампуса.
Помимо ректората и университетского городка в Борнове, есть школы профессионального обучения в Тире, Бергаме, Байындыре и Одемише, Культурный центр Ататюрка в Конаке, центры прикладного образования в Урле, Менемене, Мордогане, Чигли и Оздере, а также обсерватория в Курудаге. Благодаря этим средствам Эгейский университет обслуживает студентов и общественность в сфере образования, науки, здравоохранения, социальных и культурных услуг. Чтобы расширить эти услуги, недавно в Чешме был открыт Западный кампус.

## Студенческая жизнь и культура
Эгейский университет предлагает возможности для личного, культурного, социального и профессионального развития, которые дополняют сложную и интересную академическую жизнь. Эти мероприятия проходят в недавно отреставрированном Зале культуры и искусств на 330 мест, Амфитеатре на 5000 мест, Культурном центре Ататюрка (с 2 аудиториями на 654 и 628 мест соответственно, 4 залами для семинаров на 45 мест). , театральный зал, 8 мастерских на 12 мест, выставочная галерея на 800 мест) и конференц-залы факультетов и школ. В начале каждого учебного года и в выходные дни для развлечения студентов организуются вечеринки, чтобы отвлечься от академической рутины. Экскурсии по историческим и туристическим объектам организуются как изменение темпа повседневной академической рутины.
Художественная галерея была создана в марте 1997 года и представляет собой удобное место для проведения выставок. Таким образом, студенты, академический и административный персонал имеют возможность проводить культурные мероприятия на территории кампуса. Арт-студии были созданы для организации курсов изобразительного искусства для студентов.
Есть 45 студенческих клубов, которые работают в различных областях. Главное управление здравоохранения, культуры и спорта организует деятельность этих студенческих клубов.
Одним из самых популярных социальных и культурных мероприятий в Эгейском университете является традиционный Фестиваль спорта и искусства: он проводится каждый год в мае. В рамках фестиваля проходят концерты, спортивные игры, показы кино и театра, торговые и рекламные стенды, конференции, симпозиумы, научные встречи, показы мод и конкурсы. Также участвуют студенческие группы из других турецких университетов и зарубежных стран.
В Оздере находится студенческий лагерь на 200 мест. Летние каникулы состоят из 10 периодов, в течение которых студенты, академический и административный персонал могут пользоваться лагерем. Мероприятия и развлечения организованы так, чтобы обеспечить комфортную и неформальную атмосферу.
Завершено строительство новых частных студенческих общежитий на территории кампуса вместимостью 2000 студентов. Отдел консультационно-консультационного обслуживания также помогает с размещением.